# مطار ويلينغتون الدولي
مطار ويلينغتون الدولي (بالماورية: Taunga Rererangi o Te Whanganui-a-Tara‏) (إياتا: WLG، إيكاو: NZWN) مطار دولي في العاصمة ويلينغتون في نيوزيلندا ويعتبر سابع أخطر مطار في العالم بسبب المدرج القصير والرياح القوية وقربه من البحر والمرتفعات ويعتبر ثاني مطار مزدحم في نيوزيلندا بعد مطار أوكلاند الدولي ويأتي 100،696 رحلة طيران تابعة 19 شركة طيران مدني وشركة شحن جوي واحدة تأتي من 36 وجهة.

## شركات الطيران والوجهات
| شركـات طيـران        | الوجهات |
| -------------------- | --- |
| Air Chathams         | Chatham Islands ‏ |
| Air Kaikoura         | Kaikoura |
| طيران نيوزيلندا      | مطار أوكلاند الدولي، Blenheim، مطار بريزبان، مطار كرايستشيرش الدولي، مطار دونيدين الدولي، Gisborne، Hamilton، Invercargill، مطار ملبورن الدولي، Napier، Nelson، New Plymouth ‏، مطار كوينزتاون، Rotorua، مطار سيدني، Tauranga، Timaru |
| خطوط فيجي الجوية     | مطار نادي الدولي |
| Golden Bay Air       | Karamea، Takaka |
| خطوط جيت ستار الجوية | مطار أوكلاند الدولي، مطار كرايستشيرش الدولي، مطار جولد كوست، مطار كوينزتاون |
| Originair            | Nelson، Palmerston North |
| كانتاس               | مطار ملبورن الدولي، مطار سيدني |
| كانتاس لانك          | مطار بريزبان (تبدأ في 29 أكتوبر 2023) |
| Sounds Air           | Blenheim، Nelson، Picton، Taupo، Westport |

## أحداث وحوادث
- في 26 أكتوبر 1959: طائرة قاذفة القنابل التابعة لسلاح الجو الملكي أفرو فولكان (رقم التسجيل :XH498) أثناء هبوطها يتمزق عجلات الهبوط الخلفية الرئيسية، ومرفقات الجناح وتسرب وقود المحرك، وحلقت الطائرة لقاعدة أوهاكينا الجوية حيث دمرت الأنظمة الهيدروليكية لعدة أشهر من إصلاحه، ونجا جميع أفراد الطاقم الخمسة بدون خدش.
- في 4 نوفمبر 1959، تحطمت وغرقت الطائرة المائية شورت سندرلاند التابعة لسلاح الجو الملكية النيوزيلندية (رقم التسجيل :NZ4111) بعد الأصطدام بصخرة مجهولة بالقرب من المطار وبحيرة لي وهانجا وجزيرة تشاتام بعد تفريغ الركاب والبضائع وكان عدد الركاب 89 راكبا و9 أطنان من الحمولة و11 من أفراد الطاقم.
- في 17 فبراير 1963، تحطمت فيكرز فيسكونت التابعة للخطوط الجوية الوطنية النيوزيلندية كوربوراتون، (رقم التسجيل :ZK-BWO)، أسمها «مدينة دنيدن» اجتاحت الطرف الجنوبي من المدرج وتلفت علي أسفل السدود قرب الطريق العام المجاور وقتل الطياران.
- في 8 أكتوبر 1991: أطلقت الرحلة 826 التابعة لشركة يونايتد إيرلاينز من طراز بوينغ 747-122 (رقم التسجيل :N4728U) حالة طوارئ أثناء رحلة طيران من مطار هونولولو الدولي إلي مطار أوكلاند الدولي بعد رحلة من مطار سان فرانسيسكو الدولي إلي مطار لوس أنجلوس الدولي وكانت ستتابع الرحلة إلي مطار سيدني وكانت تحمل علي متنها 337 راكبا و18 من أفراد الطاقم، وقد أغلق من قبل الضباب. وتشير التقديرات إلى الطائرة بإنها قد استمرت إلى وجهة بديلة، مطار كرايستشيرش الدولي بكرايستشيرش، وكان الوقود يكفي لربع ساعة وكانت تلك كمية غير كافية للوصول إلي كرايستشيرش.
- في 21 نوفمبر 2007: تحطمت سيسنا 172 بسبب الرياح القوية بينما كانت تحاول الهبوط خلال رحلة عائلية كان علي متنها 2 من الركاب و2 من أفراد الطاقم وقبل الهبوط بثواني أنقلبت رأسا علي عقب وهبطت الطائرة مقلوبة ودمر المحرك الأمامي ووصل عمال الإنقاذ ومكافحة الحريق ونجا جميع الأربعة أشخاص علي متنها.